# Pedro Chamorro
Pedro Chamorro y Baquerizo fue un militar y grabador español del siglo XIX.

## Biografía
Comandante de infantería y grabador en madera, se le debe la publicación de la obra Estado mayor del ejército español (1851-1852), que dirigió. Realizó numerosos grabados para el periódico La Risa, además de para Los viajes de Fray Gerundio y la Galería regía. Colaboró junto a Antonio Pirala, Eduardo Chao y José Agustín Colón en la publicación de la Galería militar contemporánea (1846). Se encargó igualmente de dirigir la publicación de sendas biografías de Prudencio de Guadalfajara, duque de Castroterreño, en 1853, y Mariano Téllez-Girón y Beaufort Spontin, en 1857.